# Japón continental

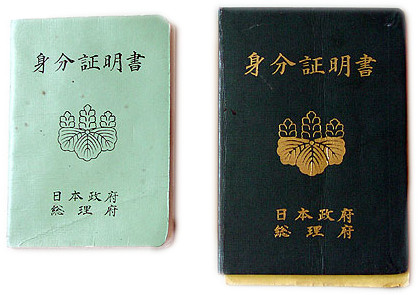
Pasaportes para pasajeros entre el Japón continental y la Prefectura de Okinawa durante 1952-1972.

El Japón continental (en japonés: 内地, naichi, traducido al español: tierras interiores) es un término para distinguir el área de Japón de sus territorios periféricos. Era un término oficial en el período imperial, que distinguía a Japón y las colonias del Lejano Oriente. Después del final de la Segunda Guerra Mundial, el término se volvió poco común, pero todavía se usa como un término no oficial para distinguir el área de Japón de las islas Ryūkyū o Hokkaidō.
El significado literal en idioma japonés podría traducirse mejor como «interior de Japón» o «tierras interiores». El término "continente" es una traducción inexacta porque el continente suele ser la parte continental de una región, a diferencia de las islas.
También es algo confuso ya que el Japón continental se define como formado por varias islas principales (Hokkaidō, Honshū, Kyūshū y Shikoku) y muchas islas menores. El término Japón continental también se usa a veces para traducir Honshū, la isla más grande.

## Uso histórico
En el Imperio japonés del período anterior a la guerra, naichi se refería al continente del imperio. Los otros territorios del imperio fueron llamados gaichi (外地, literalmente "tierras exteriores").
El artículo 1 de la constitución Meiji del Common Law (共通 法) enumera los territorios con jurisdicciones legales, a saber:

### Naichi

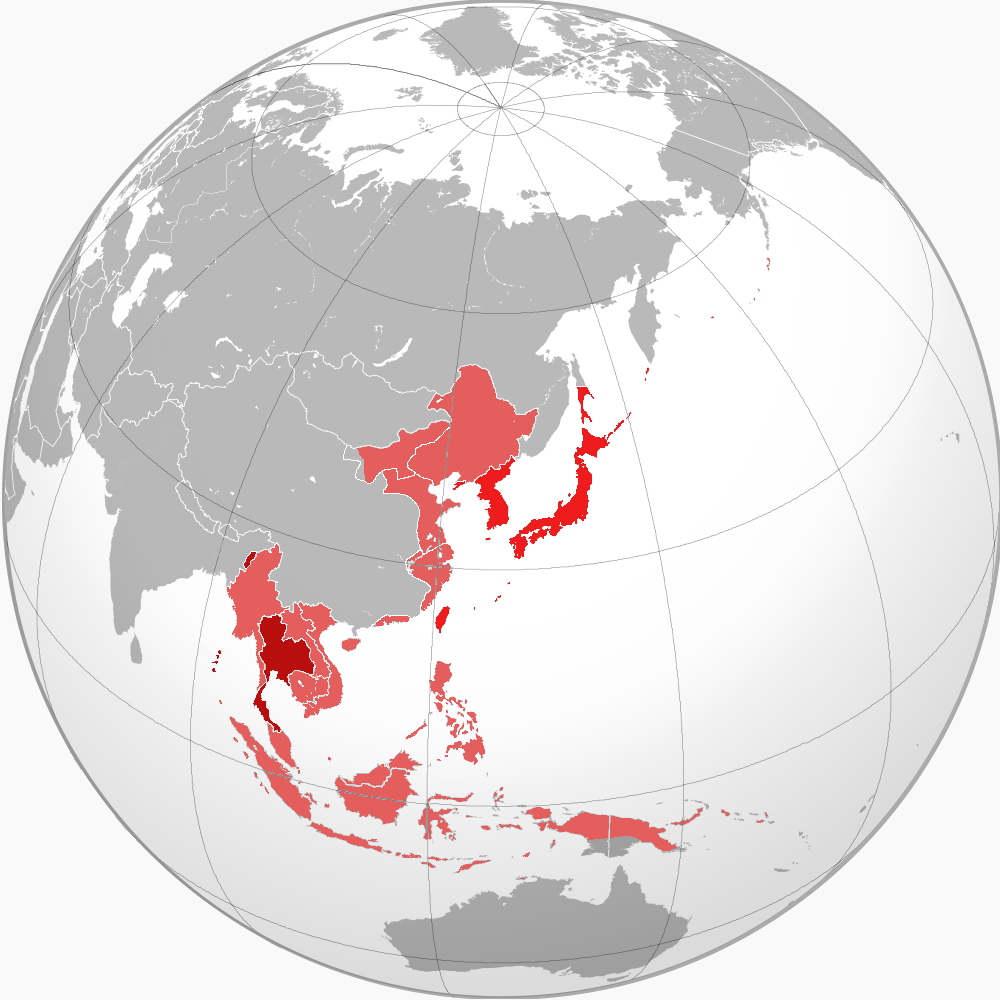
El Japón continental y las colonias en el Lejano Oriente dentro de la Esfera de Coprosperidad de la Gran Asia Oriental.

Naichi (内地, continente) eran los territorios bajo control directo del gobierno. Consistía en lo siguiente:
- Prefectura de Karafuto (después de 1943)
- Islas Chishima
- Hokkaidō
- Honshū
- Shikoku
- Kyūshū
- Islas Izu
- Islas Ogasawara
- Okinawa

### Gaichi
Estos territorios fueron llamados gaichi (外地, literalmente "tierras exteriores"). Formaban parte del Imperio de Japón, pero no estaban bajo el control directo del gobierno central. 
- Chōsen (Corea)
- Taiwán
- Kwantung
- Karafuto (hasta 1943)
- Mandato del Pacífico Sur.[1]

Aunque nunca se ha abolido, el Common Law perdió efecto de aplicación después de que Japón perdió todas las antiguas colonias, o gaichi, como resultado de su rendición y ocupación militar luego de la Segunda Guerra Mundial.

## Uso moderno
Los residentes de Hokkaidō y Okinawa ocasionalmente usan naichi para referirse al "continente", excluyendo estas áreas. El uso coloquial es oficialmente "incorrecto", ya que ambas áreas están legalmente dentro de naichi. En Hokkaidō, el término oficial que se refiere a Japón excepto Hokkaidō es dōgai (literalmente fuera de Hokkaidō). Con el dōgai volviéndose común incluso en el uso coloquial, el naichi deja de usarse.
El término "islas principales" se utiliza para Hokkaido, Honshu, Kyushu, Shikoku y Okinawa. Las otras 6847 islas más pequeñas estimadas se denominan "islas remotas".